# Velarifictorus modicoides
Velarifictorus modicoides är en insektsart som beskrevs av Sigfrid Ingrisch 1998. Velarifictorus modicoides ingår i släktet Velarifictorus och familjen syrsor. Inga underarter finns listade i Catalogue of Life.